# Gabriele Stammberger
Lisbeth Gabriele Stammberger (geborene Bräuning, 1931–1957 Gabriele Haenisch; * 15. Oktober 1910 in Templin; † 13. März 2005 in Berlin) war eine deutsche Kommunistin und Lektorin im Dietz Verlag der DDR.

## Leben
Gabriele Bräuning war die Tochter des Architekten und Stadtplaners Fritz Bräuning. Sie lernte den Kommunisten Walter Haenisch kennen, ein Sohn des deutschen Sozialdemokraten, preußischen Kultusministers, Regierungspräsidenten von Wiesbaden und Mitbegründer des Reichsbanners, Konrad Haenisch. Am 19. Dezember 1931 erfolgte ihre Hochzeit in Berlin-Tempelhof. Mit 22 Jahren und schwanger folgte sie 1932 ihrem Ehemann an das Marx-Engels-Institut nach Moskau. Am 3. Oktober 1932 wurde dort ihr Sohn Alexander („Pim“) geboren. 
Walter Haenisch wurde im März 1938 als „Spion“ verhaftet, im Mai zum Tode verurteilt, am 16. Juni 1938 in der NKWD-Hinrichtungsstätte Butowo erschossen und dort in einem Massengrab verscharrt. Gabriele Haenisch verdiente sich in einer Seidenspinnerei ihren Lebensunterhalt. 1939 lernte sie Gregor Gog kennen, der in der Weimarer Republik die Vagabundenzeitschrift leitete. Am 5. November 1940 kam ihr gemeinsamer Sohn Stefan zur Welt. Ab 1941 arbeitete Gabriele Haenisch als Übersetzerin im Verlag für fremdsprachige Literatur in Moskau. 
Nach dem Überfall Deutschlands auf die Sowjetunion wurden Haenisch und ihr Lebensgefährte Gregor Gog mit den beiden Kindern nach Mittelasien evakuiert. Die Familie lebte in trostlosen Verhältnissen in Fergana in Usbekistan. Zuerst starb am 16. Dezember 1941 Stefan an Lungenentzündung, dann  am 31. März 1942 Alexander an Gehirnhautentzündung. 
Im Oktober 1945 starb Gregor Gog. Gabriele Haenisch arbeitete nach dem Krieg als Lehrerin in Usbekistan. Sie kehrte erst 1954 nach Deutschland zurück. Obwohl ihre Angehörigen in Westberlin und in der Bundesrepublik lebten, blieb sie in der DDR. Sie fand eine Anstellung als Lektorin im SED-eigenen Dietz-Verlag. Hier bearbeitete sie vorwiegend Biografien. In der DDR heiratete sie 1957 zum dritten Mal. Ihr Mann, der Geologe Friedrich Stammberger (1908–1978), hatte im sowjetischen Exil zehn Jahre Haft in einem Besserungs-Arbeitslager in Norilsk verbracht. Nach seinem Tod, 1978, stiftete Gabriele Stammberger aus seinem Nachlass den Friedrich-Stammberger-Preis für hervorragende Leistungen auf dem Gebiet der Geologie.
Gabriele Stammberger begrüßte 1989 den Fall der Mauer und hoffte auf einen demokratischen Sozialismus in Deutschland. Sie blieb bis zu ihrem Tod am 13. März 2005 Mitglied der PDS.